# Octopodidae
Octopodidae é uma família da ordem Octopoda, da classe Cephalopoda, do qual inclui as seguintes subfamílias:
- Bathypolypodinae
- Eledoninae
- Graneledoninae
- Megaleledoninae
- Octopodinae